# Нандуві
Нандуві (Rheidae) — родина нелітаючих безкілевих птахів. Виникла у палеоцені. До нандувих відносять два сучасних види та низку викопних форм. Сучасні представники родини поширені у Південній Америці.

## Класифікація
- Рід †Heterorhea Rovereto, 1914
  - †Heterorhea dabbenei Rovereto, 1914 (Pliocene)
- Рід †Hinasuri Tambussi, 1995
  - †Hinasuri nehuensis Tambussi, 1995
- Рід Rhea Brisson, 1760
  - †R. anchorenense (Ameghino & Rusconi, 1932)
  - †R. fossilis Moreno & Mercerat, 1891
  - †R. mesopotamica (Agnolín & Noriega, 2012)
  - †R. subpampeana Moreno & Mercerat, 1891
  - R. americana (Linnaeus, 1758)
  - R. pennata d'Orbigny, 1834